# 鄒遇
邹遇（1583年—？），字元夫，號际明，四川成都府崇庆州新津县軍籍，明朝政治人物。

## 生平
万历三十四年（1606年）丙午科四川乡试举人，三十五年（1607年）丁未科進士，礼部觀政，三十七年授户部山東司主事，三十八年丁憂，四十年補河南司主事，四十一年丁憂，四十四年補兵部主事，天启元年升郎中，督青黄，二年升陕西右参政，分守关南道，四年致仕。

## 家族
曾祖邹時佐，壽官。祖父邹國璽，府同知詔進階四品。父邹蒙亨，训导。母謝氏。具庆下。兄遂、邁、遵、述。弟遴、建。